# Elías Terés Sádaba
Elías Terés Sádaba (Funes, Navarra, 26 d'octubre de 1915 - Madrid, 10 de juliol de 1983) fou un arabista navarrès, membre de la Reial Acadèmia de la Història.

## Biografia
Des de 1939 va estudiar a la Universitat de Madrid i el 1942 fou becari a l'Escola d'Estudis Àrabs. De 1943 a 1945 fou professor agregat de llengua i literatura àrab a la Universitat de Saragossa i de 1945 a 1949 professor adjunt d'àrab a la Universitat de Madrid. Es va doctorar amb un estudi sobre Ibn Faradj al-Djayyani.
El 1949 va obtenir per oposició la càtedra d'àrab de la Universitat de Barcelona i el 1950 passà a Madrid com a catedràtic d'Història de la literatura àrab clàssica i literatura aràbiga espanyola. De 1958 a 1969 va dirigir l'Escola d'Estudis Àrabs de CSIC. Ha fet nombrosos estudis sobre toponímia i genealogia hispanoàrab. El 1973 fou admès com a acadèmia a la Reial Acadèmia de la Història.

## Obres
- Materiales para el estudio de la toponimia hispanoárabe (1986)
- Los manuscritos árabes de la Real Academia de la Historia, la Colección Gayangos, 1975
- Textos poéticos sobre Valencia ("", XXX (1945), p. 291-307)
- Linajes árabes en Al-Andalus, según la Yamhara de Ibn Hazm ("", XXII (1957), 55-111, 337-376)